# Cerro Tres Picos (Chubut)
El cerro Tres Picos es un cerro glaciarizado de la cordillera de los Andes ubicado en el departamento Cushamen, provincia del Chubut, Argentina. Tiene 2492 m s. n. m., formando junto con el Cerro Dos Picos (de 2515 m s. n. m.) y el cerro Anexo (de 2498 m s. n. m.) una de las mayores elevaciones de la provincia. Se localiza al oeste del lago Cholila y al sur del Parque Nacional Lago Puelo, sobre la Reserva Provincial Río Turbio. Su nombre se debe a la forma del cerro, que se divide en tres picos en su cima.

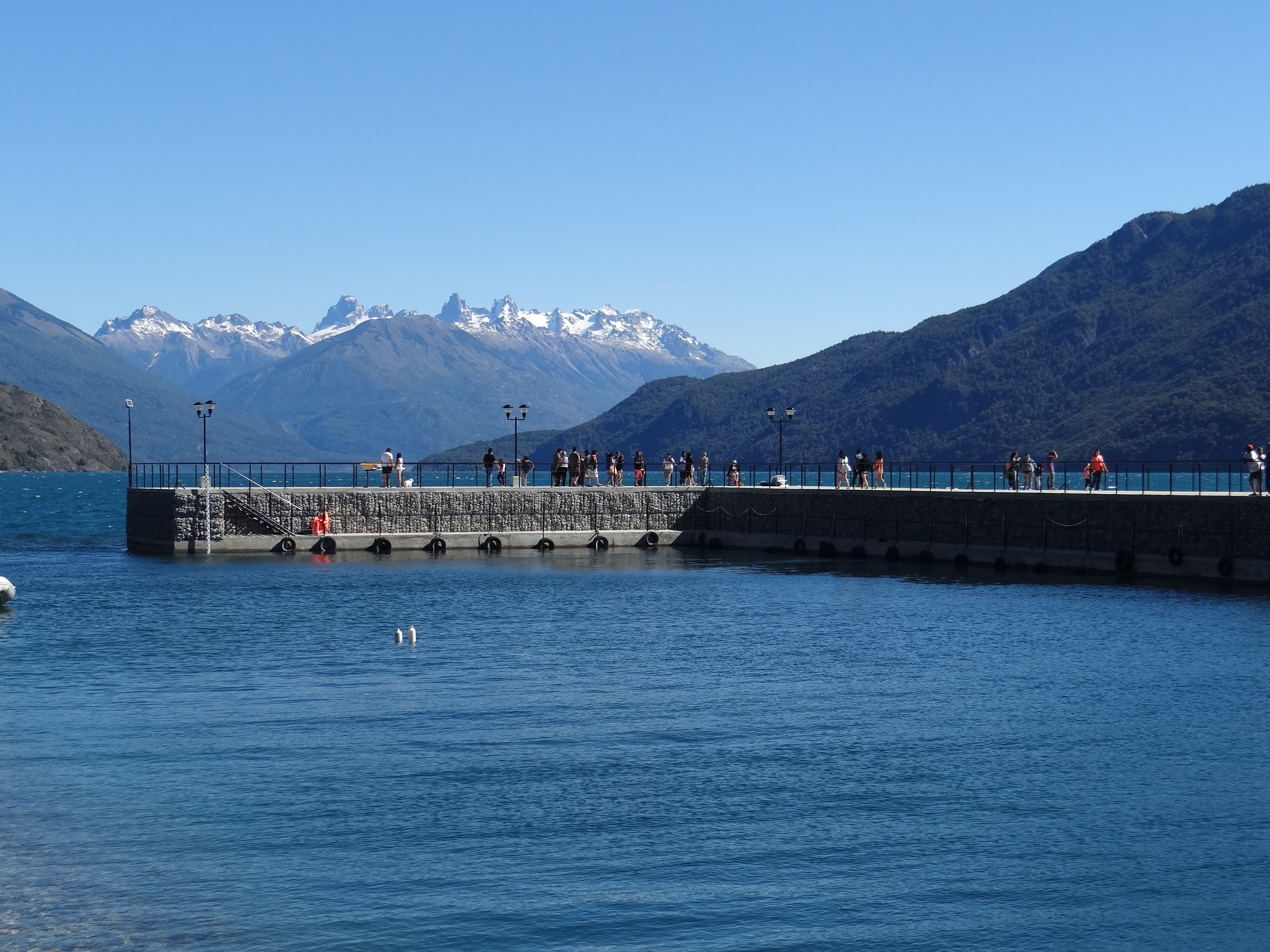
El cerro en el fondo del lago Puelo

Las características de la roca en la cerro es del tipo metamórfico, con zonas estables y otras muy inestables, existiendo paredes cercanas con granito ideal para Big Wall. Debido al peligro constante de caída de piedras, durante los cuarenta últimos años pocos alpinistas lograron la cumbre.
En la zona del cerro y del Dos Picos, han ocurrido ventas irregulares de tierras.

## Hidrografía
Al sur y al norte del cerro, nacen por deshielos varios arroyos (como el Percey y del Turco), que aportan sus aguas al río Tigre y al Lago Cholila.